# Ferenc Tóthárpád
Dans le nom hongrois Tóthárpád Ferenc, le nom de famille précède le prénom, mais cet article utilise l’ordre habituel en français Ferenc Tóthárpád, où le prénom précède le nom.
Œuvres principales
Hajszálrepedések (Budapest, 2007)
Ferenc Tóthárpád (Ferenc Tóth Árpád) (Szombathely, 17 février 1958) est un poète, écrivain, journaliste et rédacteur hongrois, un auteur connu de littérature d’enfance.

## Études
Il a fait ses études secondaires à Szombathely où il a passé le baccalauréat en obtenant un brevet de mécanicien (1976) et de technicien de fabrication textile (1989). Il est ensuite devenu mécanicien automobile (1978). Il a obtenu son premier diplôme universitaire à l’École Supérieure Dániel Berzsenyi (maîtrise en andragogie (2000) et plus tard à l’université de Pécs (responsable culturel et de la formation des adultes - diplôme avec mention, 2002) (conseiller de la jeunesse 2008). En 2010, il a passé un concours administratif.

## Œuvre littéraire et publications
Endre Bakó, historien hongrois de la littérature a résumé les caractéristiques de l’écriture de l’auteur par deux mots : « Soin et modernité » .
Ferenc Tóthárpád publie de la poésie depuis le milieu des années 1980. Il préfère les formes classiques. Il accorde une importance considérable à rendre accessible la littérature contemporaine à la diaspora hongroise. Ainsi, ses poèmes ont été publiés dans Óperencia Magazin (États-Unis, Colorado), Amerikai Magyar Napló, Panoráma(Nouvelle-Zélande), Kispajtás, Fürkész et Cinkenapsi (Transylvanie), Jó Pajtás and Mézeskalács (Serbie), et dans de nombreuses revues publiées en Hongrie (Tappancs, Nők Lapja, Breki Magazin, Mini Manó, Rejtvényiskola . Ces poèmes ont également paru dans Duna-part, Hitel et Partium. 
En novembre 2001, il a été invité à Prague pour participer à la réunion et à l’échange d’auteurs de littérature de jeunesse de six pays européens. Il a été récompensé de plusieurs prix pour ses activités littéraires. 
Il ne se considère pas comme un journaliste, mais tout simplement comme « un homme qui fait du journalisme ». À partir de 2003, il a été collaborateur, puis collaborateur principal de Kőszeg és vidéke. Puis, il est devenu fondateur et éditeur en chef de Kőszegi Hírmondó jusqu’à la fin de la publication du journal. Il était ensuite directeur de l’édition de Kőszeg és Vidéke pendant 7 ans. Il a continué à contribuer à la revue mensuelle même après cette période. Il est le créateur et l’éditeur de plusieurs journaux d’occasion (Vadóc, Hétfőiek lapja, iSi-reader) . 
Parmi ses recueils de poésie et ses ouvrages édités, nous trouvons des publications sur la littérature, la théorie culturelle et l’histoire locale . Il écrit des pièces de théâtre aussi. Sa pièce de théâtre intitulée Vadalma (Pomme sauvage) sera jouée en 2016 au Théâtre Petőfi de Sopron . Ses poèmes et d’autres œuvres littéraires sont régulièrement déclamés, interprétés et chantés par des chanteurs, des chœurs et des chanteurs populaires lors des lectures et des concerts et ils sont également une source d’inspiration pour des peintures et des œuvres d’art.

## Famille
Ses parents étaient Ferenc Tóth (1931-2010) et Ilona Csüri (1938-1998). En 1980, il se marie avec Marianna Gréczy (1960). Il est père de deux enfants : Adrienn (1983) et Balázs (1986).

## Activités artistiques
Dans les années 1980, il a participé à des expositions collectives avec ses peintures. À l’occasion, il accompagne ses poèmes mis en musique. Ses poèmes et pièces de musique figurent sur des CD et DVD également (Chœur Concordia-Barátság, Katáng, Csalogató).

## Prix et distinctions
- 2017: Pro Communitate (plaquette d'Endre András Tornay)
- 2015: Prix du concours littéraire  Colchique XIXe siècle (plaquette en bronze de Sándor Návay)
- 2013: Prix pour services rendus, département de la culture – Assemblée départementale de Vas (Hongrie)
- 2006: Prix littéraire László Mécs
- 2002: Diplôme avec mention  – Université de Pécs
- 1989: insigne honorifique du Conseil des ministres de la République populaire de Hongrie

## Recueils de poésie, publications, ouvrages édités, anthologies

### Recueils de poésie, publications, ouvrages édités
- 36.   Flórián katonái - A Kőszegi Önkéntes Tűzoltó Egyesület 150 éves története / 1868 - 2018. L'Association des Sapeurs-Pompiers Bénévoles de Kőszeg, Kőszeg, 2018.
- 35.   A végtelen fragmentuma, poésie, Szülőföld Kiadó, Szombathely, 2018. (Illustrations de Ildikó S. Horváth )
- 34.   Dőzsöl az égen a Hold, "Családi versek és versdalok". Avec le CD du Rózsabors Műhely. Szülőföld Kiadó, Szombathely, 2017. (Illustrations de Tibor T. Takács)
- 33.   Itt-Hon, Versek Vas megyéből (éd.), Szülőföld Kiadó, Szombathely, 2017. (Illustrations de Lajos Kamper)
- 32.   Kíl, a kajla kiscsikó, conte, Szülőföld Kiadó, Szombathely, 2017.
- 31.	Mi lehet – Kitalálós könyv, poésie, Trixi könyvek, Budapest, 2016. (Illustrations de Krisztina Kállai Nagy)
- 30.	Mikromesék sorozat (Kőszeg/Auto-édition) – I. Az élet kútja (2015); II. Jurisics vére (2015); III. A kincset rejtő Óház (2015)
- 29.	Fordul az ég, poésie, Szülőföld Könyvkiadó, Szombathely, 2013.
- 28.	Kőszeg 1532, conte en vers, Jurisics-vár Művelődési Központ és Várszínház, Kőszeg, 2013.
- 27.	Szüretelnek Tücsökfalván, conte en vers, Trixi könyvek, Budapest, 2013 (Illustrations de Zoltán Őszi)
- 26.	Nyílj, Meseország! poésie, Trixi könyvek, Lajos Szilágyi, Budapest, 2013. (Illustrations de Rita Kelemen Czakó)
- 25.	Színre visszük a nyarat - A Kőszegi Várszínház első harminc éve, Jurisics-vár Művelődési Központ és Várszínház, Kőszeg, 2012.
- 24.	Olimpia Tücsökfalván, poésie. Trixi könyvek, Budapest, 2012. (Illustrations de Zoltán Őszi)
- 23.	Bim-bam-busz, poèmes et comptines , Unicus Műhely, Budapest, 2011. (dessins de Gabriella Diós)
- 22.	Cserkész 5. , DVD, Film éducatif en sciences naturelles, ReflektorFilm, 2011.
- 21.	A Mikulás Tücsökfalván, conte en vers, Trixi könyvek, Budapest, 2011. (Illustrations de Zoltán Őszi)
- 20.	Húsvéthétfő Tücsökfalván, tale in rhyme, Trixi könyvek, Budapest, 2011. (Illustrations de Zoltán Őszi)
- 19.	Éltető mesék, Corvin Kiadó, Deva (Hunedoara), 2010. (Illustrations d’Erzsébet Szabó)
- 18.	Tücsök Prücsök tüzet ugrik, conte en vers, Trixi könyvek, Budapest, 2010. (Illustrations de Zoltán Őszi)
- 17.	Tücsök Prücsök, a csónakos, conte en vers, Trixi könyvek, Budapest, 2010. (Illustrations de Zoltán Őszi)
- 16.	Óarany ének, poésie pour enfants, Városkapu Kiadó, Kőszeg, 2009. (Illustrations de Nárcisz Varga)
- 15.	Álomba ringató, poésie pour enfants, Trixi könyvek, Budapest, 2009. (Illustrations de Krisztina Kállai Nagy)
- 14.	Szivárványból vánkost, poésie pour enfants en alphabet latin et en alphabet runique, Budapest, 2008 (Illustrations de Nárcisz Varga)
- 13.	Hajszálrepedések, poésie, Unicus Műhely, Budapest, 2007 (Illustrations de Szilvia Pállay-Kovács)
- 12.	Történelmi és Művészeti Antológia Plusz (éd.: Ferenc Tóthárpád, plaquette en bronze d’Endre András Tornay sur la couverture) Városkapu Kiadó, Kőszeg, 2007.
- 11.	Párversek – Anthologie des poètes de Vas  (préface et édition.: Ferenc Tóthárpád, 1-100 exemplaires numérotés) Városkapu Kiadó, Kőszeg, 2005. (Couverture de Zsolt Kamper d’après l’œuvre de Lajos Kamper)
- 10.	Csillagigéző, poésie pour enfants, épilogue de Sándor Sarkady, Kairosz, Budapest, 2005. (Illustrations d’Éva Pápai – Exposition des illustrateurs, Bologne, 2006)
- 9.	Kútkávára magot teszek, poèmes et comptines sur les oiseaux, Kairosz, Budapest, 2005. (Illustrations d’Éva Pápai – Exposition des illustrateurs, Bologne, 2006)
- 8.	Szentjánosbogár - "Szemelvények" Lovassy Andor életéből, (éd.) Kőszeg, 2004 (Couverture de Klára Gy. Lovassy)
- 7.	Madárszárnyon', poésie pour enfants sur les oiseaux, Bíró Family, Budapest, 2003. (Illustrations d’Éva Pápai)
- 6.	A Kőszegi Kaszinó 170 éve – Adalékok a Kőszegi Kaszinó(k) történetéhez (1832–2003), Kőszegi Várszínházért Alapítvány, Kőszeg, 2003. (Couverture de Péter Trifusz)
- 5.	Versus, poèmes et nouvelles, preface by Katalin Györgypál, Uránusz, Budapest, 2001. (Couverture de Péter Trifusz)
- 4.	Pilletánc, poésie pour enfants, Bába és Társai, Szeged, 1997, 2006. (Illustrations d’Ágota Markovics)
- 3.	Történelmi és művészeti antológia – TÉMA III. (éd.) Publié à l’occasion du premier millénaire du Royaume de Hongrie, Kőszegi Várszínházért Alapítvány, Kőszeg, 2000.
- 2.	Történelmi és művészeti antológia – TÉMA II. (éd.) Publié à l’occasion du 150e anniversaire  de la Révolution hongroise de 1848. Kőszegi Várszínházért Alapítvány, Kőszeg,1998.
- 1.	Történelmi és művészeti antológia – TÉMA I. (éd.) Publié à l’occasion du 1100e anniversaire de la Conquête hongroise. Kőszegi Várszínházért Alapítvány, Kőszeg, 1996.

### Anthologies
- 1.	Vándor a dallam, OMLIT, 2015.
- 2.	Édesanyámnak, Graph-Art, 2014.
- 3.	A képzelet világa, Apáczai Kiadó, 2013.
- 4.	Magyarok vagyunk Európában, Corvin Kiadó, 2013.
- 5.	Peti és barátai, Szent István Társulat, 2013.
- 6.	Medvecukor, Novum, 2013.
- 7.	Sokunk karácsonya, Napkút Kiadó, 2011.
- 8.	Jó kis hely az óvoda, Trixi Könyvek, 2010.
- 9.	Farsang az óvodában, Trixi Könyvek, 2010.
- 10.	Soproni füzetek (éd.: Sándor Sarkady) Sopron, publication annuelle depuis 2000.
- 11.	Verses húsvéti színező, Trixi Könyvek, 2011.
- 12.	Tarkabarka húsvét – Album de coloriage pour Pâques, Corvin Kiadó, 2011.
- 13.	Óvodai ünnepek, TKK, 2008.
- 14.	Évnyitótól évzáróig, TKK, 2008.
- 15.	Álommanók jönnek, TKK, 2008.
- 16.	Útnak indult Télapó, Corvin Kiadó, 2009.
- 17.	Csillog-villog karácsony, TKK, 2009.
- 18.	Télidő, Trixi Könyvek, 2010.
- 19.	A tél ajándéka, TTK, 2010.
- 20.	Süssünk, süssünk valamit... , Trixi Könyvek, 2010.
- 21.	Négy évszak, TKK, 2003.
- 22.	Karácsony fényében, Uránusz, 2003.
- 23.	Idézetgyűjtemény, TKK, 1999.